# Георги Божилов
Георги Йорданов Божилов, известен и с прякора си Слона, е български художник живописец.

## Биография
Роден е на 13 юни 1935 г. в Пловдив. През 1959 г. завършва ВИИИ „Н. Павлович“ специалност декоративно-монументална живопис в класа на проф. Георги Богданов. През същата година участва в Първото международно биенале на младите художници, проведено в Париж. От 1960 г. участва в общи художествени изложби на СБХ. Приживе прави над 25 самостоятелни изложби в България и чужбина: в СССР, Турция, Полша.
Заедно с Енчо Пиронков, Димитър Киров, Йоан Левиев, Колю Витковски, Христо Стефанов и Бояджана, Слона е един от художниците от така наречената „Пловдивска школа от 1960-те“.
Основните му работи са в областта на кавалетната живопис, жанровете портрет, пейзаж и фигурална композиция. Създава и някои монументални приложни творби за институции в родния си град – стенопис в Народната библиотека „Иван Вазов“ (архитект Мария Милева), мозайка в Централната поща, сграфито при Художествената галерия в Стария Пловдив, калкани.
Носител е на награда на СБХ през 1964 г. и на званието „заслужил художник“ през 1979 г. През 1980 г. издателство „Български художник“ публикува книга на изкуствоведката Аксиния Джурова, посветена на творчеството на Слона.
На 30 май 2001 г., на 65-годишна възраст, Божилов загива в автомобилна катастрофа на път от Бургас за Царево, където е трябвало да присъства на откриването на своя изложба.

## Други
На Георги Божилов е наречена улица в квартал „Манастирски ливади“ в София (Карта).

## За него
- Анжела Данева, Георги Божилов-Слона. Портрети на духа, Арс МММ, 2012